# 貝爾維尤 (特拉華州)
貝爾維尤（英語：Bellevue）是位於美國特拉華州紐卡斯爾縣的一個非建制地區。該地的面積和人口皆未知。

## 地理
貝爾維尤的座標為39°46′15″N 75°29′01″W / 39.77083°N 75.48361°W，而該地的平均海拔高度為5米（即16英尺）。